# Ecatzingo
Ecatzingo là một đô thị thuộc bang México, México. Năm 2005, dân số của đô thị này là 8247 người.